# George Lamming
George Lamming (Carrington Village, Barbados, 8 de junio de 1927-Barbados, 4 de junio de 2022) fue un novelista, escritor y poeta barbadense. Es considerado una de las figuras más relevantes de la literatura caribeña contemporánea.

## Vida
Fue catedrático de la Universidad de Brown. Con su primera novela ganó el prestigioso Premio Somerset Maugham de 1957.
En 2008, la CARICOM le concedió la Orden de la Comunidad del Caribe.